# Ігнасіо Мануель Альтамірано
Ігнасіо Мануель Альтамірано (1834—1893) — мексиканський письменник, військовик та громадський діяч. Здобув освіту в Літературному інституті міста Толука на стипендію для учнів-індіанців. Далі вивчав юриспруденцію в Колехіо Летран (ісп. Colegio de San Juan de Letrán).

## Біографія
У 1855 році приєднався до руху проти диктатури генерала Антоніо де Санта-Анни (Революція Аютли). Був помітною фігурою лівого крила ліберальної партії — «пурос», боровся у війні за Реформу. У 1858—1871 роках входив до найближчого оточення президента Беніто Хуареса. У 1862—1867 роках брав участь у відбитті англо-франко-іспанської інтервенції, закінчивши війну полковником.
Альтамірано був засновником низки періодичних видань: «Ель федераліста» (1867), «Ель коррео де Мехіко» (1867), «Ла трибуна» (1875), «Ла републіка» (1980); «Ла ренасім'єнто» (1869). Всі ці видання відіграли велику роль у політичній стабілізації.
У 1870—1880-х роках Альтамірано очолив рух «літературного мексиканізму», який проголошував принцип культурного звільнення та самоствердження. Велику увагу Альтамірано приділяв проблемі співвідношення національної традиції та європейської спадщини, своєрідності іспанської мови у країнах Латинської Америки. У художній творчості Альтамірано романтичне світовідчуття поєднується з костумбристським потягом до зображення національної конкретики та елементами реалістичного методу.
Тричі обирався депутатом Палати депутатів Конгресу. У 1870 році був посвячений у масонство, в 1879 році досяг 33-го ступеня.
Помер 13 лютого 1893 року в Сан-Ремо (Італія). Останки кремовані, був похований на батьківщині.

## Пам'ять
У 1934 році його прах був перепохований на Ротонді видатних діячів.
13 лютого 1960 року в Сан-Ремо (Італія) було відкрито пам'ятник Ігнасіо Мануелю Альтамірано, подарований місту президентом Адольфо Лопесом Матеосом.
Мексиканських вчителів нагороджують медаллю «Ігнасіо Мануель Альтамірано» за 50 років педагогічного стажу.
13 лютого 1993 року його ім'я висічено золотими літерами (бронзою з позолотою) на Стіні пошани в залі засідань Палати депутатів мексиканського Конгресу.